# نیم‌فلز

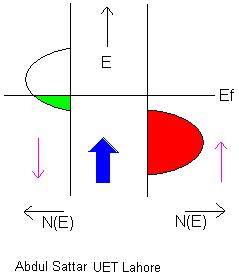
نمایی از ساختار الکترونیکی یک‌نوع نیم‌فلز. «Ef» تراز فرمی است. «(𝐸)N» چگالی حالت‌ها برای چرخش به پایین (در سمت چپ) و چرخش به بالا (در سمت راست) است. در این ساختار، نیم‌فلز در کانال اسپین اقلیت، هدایت می‌گردد.

نیم‌فلز (انگلیسی: Half-metal) به ماده‌ای گفته می‌شود که در یک قطبش اسپینی رسانای الکترونی است و در قطبش دیگر نیم رسانا یا عایق است.